# Андржейкович, Иван Фаддеевич
Андржейкович Иван Фаддеевич (Фадеевич) (1784—1829) — русский военачальник, генерал-майор.
Брат жены генерала Л. Л. Беннигсена. Первый офицерский чин служил в 1804 году. Полковник с 1813 года, флигель-адъютант с 1818 года, генерал-майор и командир 1-й бригады 3-й гренадерской — дивизии с 1821 года.

## Биография
Родился около 1784 года. Сын дворянина Гродненской губернии Фадея Романовича Андржейковича, имел брата Михаила и сестру Екатерину.
20 октября 1803 года принят на службу унтер-офицером в Волынский мушкетёрский полк. 2 ноября 1804 года переведён в лейб-гвардии Измайловский полк. Участник боевых действий против наполеоновских войск в 1805—1807 гг. (Аустерлиц, Прейсиш-Эйлау, Фридланд). 22 июля 1806 года переведён в лейб-гвардии Егерский полк. Во время Отечественной войны 1812 года — штабс-капитан лейб-гвардии Егерского полка, адъютант и доверенное лицо генерала от кавалерии — барона Беннигсена, который был женат на его сестре Екатерине.
С 23 сентября 1813 года полковник. С 3 мая 1818 года по 1821 флигель-адъютант. С 1 января 1821 года генерал-майор, командир 1 бригады 3-й гренадерской дивизии. С 1822 года бригадный начальник 13-й пехотной дивизии.
Масон, посвящён в масонство, вероятно, во время заграничных походов русской армии. Затем был членом гродненской масонской ложи «Друзья человечества» и несвижского масонского капитула «Храма покоя». В 1818 году присоединился к петербургской масонской ложе «Белого орла». В 1820—1821 годах был вторым великим надзирателем Великой ложи «Астрея» в Петербурге.
Скончался осенью 1829 года, будучи в должности командира 1-й бригады 11-й пехотной дивизии.

## Награды
- Награждён орденом Св. Георгия 4-й степени (№ 4048; 26 ноября 1827).
- Также награждён другими орденами Российской империи.
- Орден «Pour le Mérite» (20 марта 1807, королевство Пруссия)[6]